# Гросс, Георг Фёдорович
Гео́рг Людвиг Теодор Гросс (в русских текстах Георг Фёдорович, 1824—1877) — архитектор, академик Императорской Академии художеств, автор ряда построек в Петербурге и окрестностях.

## Биография
Состоял помощником архитектора Р. И. Кузьмина в течение шести лет. Аттестован Императорской Академии художеств на звание неклассного художника (1853). Присвоено звание академика архитектуры (1858).
Архитектор Дворцового ведомства. Перестраивал здание Придворного конюшенного ведомства в Санкт-Петербурге (1865). Автор ансамбля Егерской слободы в Гатчине (1857—1860), включающего 17 одинаковых деревянных домов для егерей, двухэтажный дом для главного егеря и здание егерской конторы. Обращенные фасадами на одну сторону, егерские дома интересны обилием резных орнаментальных деталей с мотивами русских народных узоров.

## Проекты и постройки

### Санкт-Петербург
- Доходный дом (расширение). Колокольная улица, 18 — улица Марата, 19 (1864)[2];
- Здание Придворного конюшенного ведомства. Конюшенная площадь, 1/4/1/2 (1865);
- Особняк В. И. Асташева (перестройка). Английская набережная, 40 (1869—1870).

### Ленинградская область
- Здания Егерской слободы в Гатчине (1857—1860);
- усадьба Строгановых в Орлино.